# 油榨坪祠堂
油榨坪祠堂位於四川省宜賓市江安縣留耕鎮，文物遺址年代判定為清。2002年12月27日公佈為四川省第六批省級文物保護單位。併入夕家山民居。